# センス・オブ・ワンダー (ヴァン・モリソンのアルバム)
『センス・オブ・ワンダー』（原題：A Sense of Wonder）は、ヴァン・モリソンが1985年2月に発表した15作目のスタジオ・アルバム。

## 背景
一部の曲はアイルランドのバンド、ムーヴィング・ハーツとの共演となった。
リマスターCDのボーナス・トラック「クレイジー・ジェーン・オン・ゴッド」はウィリアム・バトラー・イェイツの詩を引用した作品で、本作リリース当時はイェイツの遺産財団から許諾を得られず、急遽モーズ・アリソンのカヴァー「イフ・ユー・オンリー・ニュー」に差し替えられた。なお、モリソンは後のアルバム『テル・ミー・サムシング〜モーズ・アリソンに捧ぐ』（1996年）でアリソンと共演している。そして、1984年11月3日付の『ビルボード』誌では本作が11月8日に発売予定と報じられたが、最終的には1985年2月発売となった。

## 反響・評価
イギリスでは1985年2月9日付の全英アルバムチャートで初登場25位となり、5週トップ100入りした。
ニュージーランドでは前スタジオ・アルバム『時の流れに』（1983年）ほどの大ヒットとはならず、1985年3月17日付のアルバム・チャートで初登場22位となり、翌週に最高19位を記録して、7週トップ50入りするにとどまった。一方、アメリカのBillboard 200では61位に達し、『ビューティフル・ヴィジョン』（1982年）以来の全米トップ100アルバムとなった。
William Ruhlmannはオールミュージックにおいて5点満点中3.5点を付け「R&B、詩、神秘主義といった、彼に重要な影響を与えた幾つかの要素を混ぜ合わせた力強い作品」と評している。また、Parke Puterbaughは1985年5月9日付の『ローリング・ストーン』誌において「彼が魂の覚醒に至った時期を記録した、ワーナー・ブラザース・レコード時代の最後の4作（『イントゥ・ザ・ミュージック』、『コモン・ワン』、『ビューティフル・ヴィジョン』、『時の流れに』）を生かし、要約している」と評している。

## 収録曲
特記なき楽曲はヴァン・モリソン作。3. 7.はインストゥルメンタル。
1. 哀しみはランボーの詩と共に - "Tore Down a la Rimbaud" – 4:12
2. 過ぎ去りし日々 - "Ancient of Days" – 3:42
3. たそがれ時の瞑想 - "Evening Meditation" – 4:17
4. マスターズ・アイズ - "The Master's Eyes" – 4:03
5. ホワット・ウッド・アイ・ドゥ - "What Would I Do Without You" (Ray Charles) – 5:13
6. センス・オブ・ワンダー - "A Sense of Wonder" – 7:11
7. 遥かなるさだめ - "Boffyflow and Spike" – 3:08
8. イフ・ユー・オンリー・ニュー - "If You Only Knew" (Mose Allison) – 2:58
9. レット・ザ・スレイヴ/経験の対価 - "Let the Slave (Incorporating the Price of Experience)" (William Blake, Adrian Mitchell, Kate Westbrook) – 5:29
10. 異邦人 - "A New Kind of Man" – 3:21

### 2008年リマスターCDボーナス・トラック
1. クレイジー・ジェーン・オン・ゴッド（別テイク） - "Crazy Jane on God (Alternative take)" (W. A. Mathieu, W. B. Yeats, Van Morrison) – 3:51
2. センス・オブ・ワンダー（別テイク） - "A Sense of Wonder (Alternative take)" – 6:08

## 参加ミュージシャン
- ヴァン・モリソン - ボーカル、ピアノ、ギター
- ジョン・アレア - ハモンドオルガン
- クリス・ミッチー - ギター
- デヴィッド・ヘイズ - ベース
- トム・ドンリンガー - ドラムス
- ピー・ウィー・エリス - テナー・サクソフォーン、ホーン・アレンジ
- ボブ・ドール - トランペット
- ビアンカ・ソーントン - バッキング・ボーカル
- ポーリン・ロザーノ - バッキング・ボーカル
- ムーヴィング・ハーツ（英語版） (on #6, #7)